# Якоб Штемпфлі
Якоб Штемпфлі (нім. Jakob Stämpfli; 23 лютого 1820, Янценхаус, кантон Берн, Швейцарія — 15 травня 1879, Берн, Швейцарія) — швейцарський політик, юрист і журналіст. Один з найвпливовіших радикальних лібералів у кантоні Берн, де служив урядовим радником з 1846 по 1850 роки.
Перебував у Національній раді з 1848 до 1854 рік і з 1863 року до своєї смерті (як президент Національної ради у 1851 і 1875 роках), а також на короткий час у Раді кантонів. Між тим він був членом Федеральної ради з 1854 до 1863 рік і очолював чотири різні департаменти протягом цього часу. Тричі обіймав посаду федерального президента Швейцарії (1856, 1859 і 1862 роки). Після відставки працював менеджером банку й арбітром у справі «Алабами».

## Біографія

### Ранні роки
Народився в сім'ї фермера Ганса Штемпфлі й Елізабет Вонеш. Виріс на батьківській фермі в селі Янценхаус в муніципалітеті Венгі. Після завершення навчання в початковій школи деякий час працював на фермі в Кортебері, щоб вивчити французьку мову. У віці 16 років почав навчання в офіційній конторі в Бюрен-ан-дер-Ааре. У вільний час самостійно вивчав історію та громадянство.
З 1840 року Штемпфлі вивчав право в Бернському університеті. У той час університет навмисне не вимагав середньої освіти, оскільки ліберальний кантон Берн потребував державних службовців і вчителів із сіл, а не з міського патриціату, який раніше правив одноосібно. Під впливом Вільгельма Снелля, з чиєю дочкою Елізою Снелль він одружився у 1845 році, Штемпфлі став переконаним прихильником радикального лібералізму. Невдовзі він відіграв провідну роль у студентській асоціації «Гельвеція».

### Діяльність в кантоні
Після успішного завершення навчання Штемпфлі у 1843 році заснував адвокатську контору, а через два роки заснував компанію Berner-Zeitung (не плутати з Berner Zeitung, яка була заснована набагато пізніше і існує досі). Будучи головним редактором, він зробив цю щоденну газету рупором радикалів, які були в опозиції до поміркованих лібералів при владі на той час. Наприкінці березня 1845 року Штемпфлі взяв участь у другому Фрайшарському марші як явний противник єзуїтів. Його відтіснили під час нічного бою під Мальтерсом, після чого він змушений був пробиватися до Цюриха. Коли уряд Берна запровадив санкції проти нерегулярних формувань, він об'єднав радикальні сили в «Bernischer Volksverein», який успішно закликав до повного перегляду кантональної конституції Берна. Штемпфлі був обраний до Конституційної ради 2 березня 1846 року і разом з Ульріхом Оксенбайном одразу взяв на себе керівну роль. Радикали мали переважну більшість і здебільшого змогли просунути свої вимоги. 31 липня 1846 року народ прийняв нову конституцію переважною більшістю (34 079 голосів «за» проти 1 257 «проти»), завдяки чому народний суверенітет остаточно переміг.
Велика рада обрала Штемпфлі, якому було лише 26 років, до урядової ради 28 серпня 1846 року, після чого він перебрав на себе управління фінансовим департаментом. У 1847 році він зробив аванс у розмірі двох мільйонів франків із державної скарбниці для парламентських військ у Зондербундській війні. Він запровадив пряме оподаткування через сучасний прибутковий податок, скасував усі феодальні тягарі та очолив централізацію системи бідняків. Фінансові наслідки Зондербундської війни, значно збільшені витрати на освіту та будівництво доріг, а також соціальні витрати економічної кризи призвели до дефіциту державних рахунків, що постійно зростав з року в рік, і до посилення консервативної опозиції. У 1849 році Штемпфлі був обраний президентом кантону. Після того, як радикали зазнали дивовижної поразки на виборах до Великої ради в травні 1850 року, він не був переобраний урядовим радником 11 червня теперішньою більшістю консервативної Великої ради.

### У Федеральних зборах
У 1847 році Штемпфлі був делегатом Берна на тагзатцунгу. Після Зондербундської війни він увійшов до складу конституційної комісії, однак згодом рішуче виступив проти укладеної ним же першої федеральної конституції, оскільки вважав, що вона є не надто централістичною та занадто йде назустріч переможеним консервативним кантонам. Проте 6 серпня 1848 року її було чітко схвалено на народному голосуванні в кантоні Берн. Того ж року Штемпфлі балотувався на перших виборах до Національної ради. Хоча у виборчому окрузі Берн-Міттельланд він посів лише восьме місце, йому вдалося обратися у виборчому окрузі Берн-Зееланд, щоправда лише в другому турі. Незважаючи на це, він від самого початку належав у парламенті до впливових радикалів і входив до кількох важливих комісій (з фінансів, бюджету, організації поштової служби, уніфікації валюти).
Навіть будучи членом Національної ради, Штемпфлі продовжував журналістську діяльність і невпинно агітував проти консервативного уряду кантону на чолі з Едуардом Блешем. У липні 1851 року більшість його колег у Раді обрала його демонстративно президентом Національної ради — у відповідь на загрозу тюремного ув'язнення на батьківщині за порушення закону про пресу. Після відбуття короткого тюремного терміну в грудні 1851 року відбулося його обрання заступником федерального судді. Коли парламент у 1852 році розглядав новий закон про залізниці, Штемпфлі виступав за будівництво державних залізниць, але зазнав поразки від більшості на чолі з Альфредом Ешером, яка відстоювала приватні залізниці. Після виборів до Великої ради Берна в травні 1854 року сили консерваторів і радикалів виявилися практично рівними, і виникла загроза повного блокування кантональної політики. У відповідь було сформовано міжпартійний «уряд злиття», до складу якого увійшов і Штемпфлі. На посаді директора будівництва він просував планування залізничних ліній та меліораційних робіт. У жовтні 1854 року Велика рада обрала його представником Берна у Раду кантонів, де він пробув лише короткий час — до свого обрання до Федеральної ради.
Тим часом федеральний радник Оксенбайн утратив довіру як радикалів, так і консерваторів і зазнав невдачі на звичних тоді «компліментарних виборах». Депутати Національної ради та Ради кантонів від Берна вирішили відмовитися від його підтримки й висунули кандидатуру відносно недосвідченого Йоганна Бюцбергера. Такий крок викликав відторгнення серед депутатів з інших кантонів. Як, наприклад, пізніше писав у своєму щоденнику Якоб Дубс, у Східній Швейцарії прізвище Бюцбергера було майже невідоме, а самі «ці бернські збори, щоб дати Швейцарії федерального радника, — це зухвалість». Вибори наступника Оксенбайна 6 грудня 1854 року затягнулися. Лише в шостому турі Штемпфлі отримав необхідну абсолютну більшість — 88 із 145 поданих голосів (42 голоси дістав Йозеф Мунцінґер, 10 — Йоганн Матіас Гунгербюлер, ще 5 — інші кандидати). Штемпфлі не очікував цього обрання й попросив парламент відкласти вступ на посаду до кінця березня 1855 року через свої зобов'язання у кантоні Берн, і йому було надано відстрочку.

### У Федеральній раді
Як федеральний радник, Штемпфлі спершу очолив Департамент юстиції та поліції. Завдяки своєму селянському походженню й скромному способу життя він швидко здобув велику популярність серед населення, проте в колегії Федеральної ради вирізнявся як радикальний політик і централіст. Незабаром він посварився з економічно-ліберальним крилом навколо Альфреда Ешера під час суперечки щодо концесії на залізничну лінію Лозанна–Берн. У так званому «Оронському конфлікті» він підтримав прокладення маршруту через Орон і цим узяв гору над Ешером, який наполягав на варіанті через Паєрн. Загалом Штемпфлі вважав транспортну та інфраструктурну політику справою держави й недовірливо ставився до короткострокового мислення про прибуток «залізничних баронів».
1856 року Штемпфлі вперше став федеральним президентом і, як це тоді було заведено, очолив Політичний департамент, виконуючи обов'язки міністра закордонних справ. У цей час йому довелося розв'язувати серйозну зовнішньополітичну кризу, пов'язану з Невшательським питанням. Конфлікт із прусським королем Фрідріхом-Вільгельмом IV щодо володіння кантоном Невшатель (який тоді водночас був прусським князівством) ледь не переріс у воєнне протистояння. Зрештою суперечку вдалося врегулювати наступного року Паризьким договором на користь Швейцарії. Цей успіх викликав хвилю національного піднесення, що зміцнило молодий федеральний устрій. Водночас Ешер та його союзники, які воліли менш рішучого підходу, почали ставитися до Штемпфлі з певною недовірою.
1857 і 1858 роках Штемпфлі очолював фінансовий департамент, а 1859 року вдруге став федеральним президентом і міністром закордонних справ. Після швидкого завершення Австро-італо-французької війни, у якій Австрія зазнала поразки від Сардинського королівства та Франції, Штемпфлі спершу намагався дипломатичним шляхом домогтися приєднання савойських провінцій Шабле та Фосіньї до Швейцарії. На піку Савойської кризи він наполягав на військовій окупації Верхньої Савої. Однак ця ініціатива зіштовхнулася з рішучим спротивом у парламенті. Помірковані ліберали, зокрема його колега у Федеральній раді Фрідріх Фрай-Ерозе та член Ради кантонів Якоб Дубс, домоглися того, що Швейцарія не мала ризикувати війною з Францією. У суперечливому плебісциті в квітні 1860 року жителі Верхньої Савої висловилися за приєднання до Франції.
На початку 1860 року, ще на тлі зовнішньополітичної напруженості, Штемпфлі очолив військовий департамент. Він реорганізував армію та розпочав планування стратегічної дорожньої мережі в Альпах. 1862 року він знову обіймав посаду федерального президента й міністра закордонних справ. Вчергове намагався провести націоналізацію залізниць, однак знову не зміг подолати спротив Ешера. У розпачі 30 вересня 1863 року Штемпфлі оголосив про свою майбутню відставку та заявив, що має намір очолити фінансову установу. Це викликало подив, адже саме він довгий час вважався народним борцем проти впливових залізничних і фінансових кіл.

### Інша діяльність
31 грудня 1863 року Штемпфлі склав із себе повноваження федерального радника. Він долучився до заснування Швейцарського федерального банку й став його першим президентом. Увійшовши у фінансову сферу, Штемпфлі намагався перемогти Ешера його ж методами. Проте банк неодноразово зазнавав збитків і 1877 року відсторонив Штемпфлі від керівництва, після чого він знову відкрив адвокатську контору. У політиці він залишався активним як депутат Великої ради кантону Берн та Національної ради. 1872 року Федеральна рада обрала його членом міжнародного арбітражного суду в «Алабамській справі». Також він брав участь у загальній ревізії Федеральної конституції, схваленій 1874 року. У 1875 році вдруге очолив Національну раду, проте 1878 року не був переобраний до Великої ради. Майже все своє майно він вклав у Сільськогосподарське товариство Віцвіль (майбутні установи Віцвіль), яке 1879 року збанкрутувало. Того ж року Штемпфлі помер від тяжкої хвороби й був похований на бернському Бремгартенському цвинтарі.